# Campeonato Europeo de Atletismo Sub-18
El Campeonato Europeo de Atletismo Sub-18 (llamado Campeonato Europeo Juvenil de Atletismo en 2016) es una competición de atletismo bienal para atletas europeos menores de dieciocho años (categoría juvenil).
La competición se creó en el Congreso de la Asociación Europea de Atletismo (AEA) de 2013. El motivo fue promover el deporte entre los jóvenes europeos. Cada país puede enviar un máximo de dos atletas por prueba. El Campeonato Europeo Sub-18 sería el tercer campeonato por categorías de edad organizado por la AEA, tras el Campeonato Europeo de Atletismo Sub-20, celebrado desde 1970, y el Campeonato Europeo de Atletismo Sub-23, celebrado desde 1997.
La primera edición de los campeonatos se programó para 2016. De este modo, el campeonato tendría lugar en años alternos con el Festival Olímpico de la Juventud Europea (FOJE), otra competición bienal sub-18 organizada por los Comités Olímpicos Europeos.

## Ediciones
| Ed. | Año  | Ciudad          | País       | Fecha          | Local                          |
| --- | ---- | --------------- | ---------- | -------------- | ------------------------------ |
| 1   | 2016 | Tiflis          | Georgia    | 14–17 de julio | Estadio de atletismo de Tiflis |
| 2   | 2018 | Győr            | Hungría    | 5–8 de julio   | Parque Olímpico de Deportes    |
|     | 2020 | Rieti           | Italia     | cancelado      | Stadio Raul Guidobaldi         |
| 3   | 2022 | Jerusalén       | Israel     | 4–7 de julio   | Hebrew University Stadium      |
| 4   | 2024 | Banská Bystrica | Eslovaquia | 18–21 de julio | Dukla Stadium                  |

## Récords de los campeonatos

### Masculinos
| 100 m            | 10.32 (+0.6 m/s) | Marek Zakrzewski                                                        | Polonia         | 5 de julio de 2022     | 2022             | Jerusalén       | [ 4 ]       |          |         |
| 200 m            | 20.81 (+0.7 m/s) | Diego Nappi                                                             | Italia          | 20 de julio de 2024    | 2024             | Banská Bystrica | [ 4 ] [ 5 ] |          |         |
| 400 m            | 46.50 | Stanisław Strzelecki                                                    | Polonia         | 20 de julio de 2024    | 2024             | Banská Bystrica | [ 5 ]       |          |         |
| 800 m            | 1:47.36 | Max Burgin                                                              | Reino Unido     | 8 de julio de 2018     | 2018             | Győr            | [ 6 ]       |          |         |
| 1500 m           | 3:49.99 | Niels Laros                                                             | Países Bajos    | 6 de julio de 2022     | 2022             | Jerusalén       | [ 4 ]       |          |         |
| 3000 m           | 8:07.03 | Aldin Ćatović                                                           | Serbia          | 21 de julio de 2024    | 2024             | Banská Bystrica | [ 5 ]       |          |         |
| 110 mv           | 13.19 (+0.8 m/s) | Sam Bennett                                                             | Reino Unido     | 7 de julio de 2018     | 2018             | Győr            | [ 6 ]       |          |         |
| 400 mv           | 49.42 | Michal Rada                                                             | República Checa | 21 de julio de 2024    | 2024             | Banská Bystrica | [ 5 ]       |          |         |
| 2000 m obs       | 5:43.92 | Baptiste Guyon                                                          | Francia         | 8 de julio de 2018     | 2018             | Győr            | [ 6 ]       |          |         |
| Altura           | 2.18 m | Lukas Mihota                                                            | Alemania        | 16 de julio de 2016    | 2016             | Tiflis          | [ 7 ]       |          |         |
| Pértiga          | 5.46 m | Pål Haugen Lillefosse                                                   | Noruega         | 8 de julio de 2018     | 2018             | Győr            | [ 6 ]       |          |         |
| Longitud         | 8.04 m (+1.8 m/s) | Mattia Furlani                                                          | Italia          | 5 de julio de 2022     | 2022             | Jerusalén       | [ 4 ]       |          |         |
| Triple           | 16.03 m (-2.2 m/s) | Martin Lamou                                                            | Francia         | 17 de julio de 2016    | 2016             | Tiflis          | [ 8 ]       |          |         |
| Peso             | 21.51 m | Odisseas Mouzenidis                                                     | Grecia          | 15 de julio de 2016    | 2016             | Tiflis          | [ 9 ]       |          |         |
| Disco            | 64.51 m | Mykhailo Brudin                                                         | Ucrania         | 5 de julio de 2022     | 2022             | Jerusalén       | [ 4 ]       |          |         |
| Martillo         | 87.82 m WYB | Mykhaylo Kokhan                                                         | Ucrania         | 7 de julio de 2018     | 2018             | Győr            | [ 6 ]       |          |         |
| Jabalina         | 84.52 m | Topi Parviainen                                                         | Finlandia       | 6 de julio de 2022     | 2022             | Jerusalén       | [ 4 ]       |          |         |
| Decatlón         | 7626 pts | Amadeus Gräber                                                          | Alemania        | 16–17 de julio de 2022 | 2022             | Jerusalén       | [ 4 ]       |          |         |
| Decatlón         | \| 100 m (viento) \| Longitud (viento) \| Peso \| Altura \| 400 m \| 110mv (viento) \| Disco \| Pértiga \| Jabalina \| 1500 m \| \| ---------------- \| ----------------- \| ------ \| ------ \| ----- \| ---------------- \| ------ \| ------- \| -------- \| ------- \| \| 11.05 (+1.2 m/s) \| 6.88m (+0.9 m/s) \| 14.33m \| 1.96m \| 50.27 \| 14.45 (-1.3 m/s) \| 37.98m \| 4.40m \| 55.57m \| 4:32.21 \| |                                                                         |                 |                        |                  |                 | [ 4 ]       |          |         |
| 10000 m marcha   | 44:01.60 | Frederick Weigel                                                        | Alemania        | 7 de julio de 2022     | 2022             | Jerusalén       | [ 4 ]       |          |         |
| Relevo medley    | 1:51.62 | Nikodem Dymiński Jakub Foremny Bartłomiej Adamczyk Stanisław Strzelecki | Polonia         | 21 de julio de 2024    | 2024             | Banská Bystrica | [ 5 ]       |          |         |
| 100 m (viento)   | Longitud (viento) | Peso                                                                    | Altura          | 400 m                  | 110mv (viento)   | Disco           | Pértiga     | Jabalina | 1500 m  |
| 11.05 (+1.2 m/s) | 6.88m (+0.9 m/s) | 14.33m                                                                  | 1.96m           | 50.27                  | 14.45 (-1.3 m/s) | 37.98m          | 4.40m       | 55.57m   | 4:32.21 |

### Femeninos
| Prueba           | Marca (viento) | Atleta                                                             | Nacionalidad     | Fecha                | Edición  | Lugar           | Ref    |
| ---------------- | --- | ------------------------------------------------------------------ | ---------------- | -------------------- | -------- | --------------- | ------ |
| 100 m            | 11.39 (+1.8 m/s) | Nia Wedderburn-Goodison                                            | Reino Unido      | 5 de julio de 2022   | 2022     | Jerusalén       | [ 4 ]  |
| 200 m            | 23.09 (+1.0 m/s) | Elisa Valensin                                                     | Italia           | 20 de julio de 2024  | 2024     | Banská Bystrica | [ 5 ]  |
| 400 m            | 51.89 | Anastazja Kuś                                                      | Polonia          | 20 de julio de 2024  | 2024     | Banská Bystrica | [ 5 ]  |
| 800 m            | 2:04.23 | Adéla Holubová                                                     | República Checa  | 21 de julio de 2024  | 2024     | Banská Bystrica | [ 5 ]  |
| 1500 m           | 4:13.01 | Lyla Belshaw                                                       | Reino Unido      | 21 de julio de 2024  | 2024     | Banská Bystrica | [ 5 ]  |
| 3000 m           | 9:18.05 | Sarah Healy                                                        | Irlanda          | 6 de julio de 2018   | 2018     | Győr            | [ 6 ]  |
| 100 mv           | 12.86 (+2.0 m/s) | Laura Frličková                                                    | Eslovaquia       | 18 de julio de 2024  | 2024     | Banská Bystrica | [ 5 ]  |
| 400 mv           | 58.00 | Nina Radová                                                        | República Checa  | 21 de julio de 2024  | 2024     | Banská Bystrica | [ 5 ]  |
| 2000 m obst      | 6:20.22 | Jolanda Kallabis                                                   | Alemania         | 6 de julio de 2022   | 2022     | Jerusalén       | [ 4 ]  |
| Altura           | 1.94 m | Yaroslava Mahuchikh                                                | Ucrania          | 8 de julio de 2018   | 2018     | Győr            | [ 6 ]  |
| Pértiga          | 4.26 m | Leni Wildgrube                                                     | Alemania         | 7 de julio de 2018   | 2018     | Győr            | [ 6 ]  |
| Longitud         | 6.39 m (+1.0 m/s) | Ayla Hallberg Hossain                                              | Suecia           | 7 de julio de 2022   | 2022     | Jerusalén       | [ 4 ]  |
| Triple           | 13.95 m (+1.1 m/s) | María Vicente                                                      | España           | 8 de julio de 2018   | 2018     | Győr            | [ 6 ]  |
| Peso             | 18.50 m | Alexandra Emilianov                                                | Moldavia         | 16 de julio de 2016  | 2016     | Tiflis          | [ 10 ] |
| Disco            | 58.09 m | Alexandra Emilianov                                                | Moldavia         | 15 de julio de 2016  | 2016     | Tiflis          | [ 11 ] |
| Martillo         | 74.36 m | Valeriya Ivanenko                                                  | Ucrania          | 5 de julio de 2018   | 2018     | Győr            | [ 6 ]  |
| Jabalina         | 61.07 m | Vita Barbić                                                        | Croacia          | 21 de julio de 2024  | 2024     | Banská Bystrica | [ 5 ]  |
| Heptatlón        | 6221 pts WYB | María Vicente                                                      | España           | 5–6 de julio de 2018 | 2018     | Győr            | [ 6 ]  |
| Heptatlón        | \| 100mv (viento) \| Altura \| Peso \| 200 m (viento) \| Longitud (wind) \| Jabalina \| 800 m \| \| ---------------- \| ------ \| ------- \| ---------------- \| ----------------- \| -------- \| ------- \| \| 13.25 (+0.1 m/s) \| 1.72 m \| 13.77 m \| 23.78 (-0.3 m/s) \| 6.37 m (+1.8 m/s) \| 43.28 m \| 2:23.29 \| |                                                                    |                  |                      |          |                 | [ 6 ]  |
| 5000 m marcha    | 21:50.80 | Hanna Zubkova                                                      | Bielorrusia      | 19 de julio de 2024  | 2024     | Banská Bystrica | [ 5 ]  |
| Relevo medley    | 2:05.23 | Viola Canovi Margherita Castellani Laura Frattaroli Elisa Valensin | Italia           | 21 de julio de 2024  | 2024     | Banská Bystrica | [ 5 ]  |
| 100mv (viento)   | Altura | Peso                                                               | 200 m (viento)   | Longitud (wind)      | Jabalina | 800 m           |        |
| 13.25 (+0.1 m/s) | 1.72 m | 13.77 m                                                            | 23.78 (-0.3 m/s) | 6.37 m (+1.8 m/s)    | 43.28 m  | 2:23.29         |        |

## Medallero
Actualizado después de los campeonatos de 2022.
| Núm. | País                          | Oro | Plata | Bronce | Total |
| ---- | ----------------------------- | --- | ----- | ------ | ----- |
| 1    | Reino Unido                   | 19  | 7     | 12     | 38    |
| 2    | Alemania                      | 12  | 13    | 6      | 31    |
| 3    | Italia                        | 10  | 12    | 7      | 29    |
| 4    | Francia                       | 8   | 11    | 7      | 26    |
| 5    | España                        | 6   | 6     | 7      | 19    |
| 6    | Ucrania                       | 6   | 1     | 1      | 8     |
| 7    | Noruega                       | 5   | 5     | 3      | 13    |
| 8    | Bielorrusia                   | 5   | 3     | 1      | 9     |
| 9    | Finlandia                     | 4   | 4     | 8      | 16    |
| 10   | Países Bajos                  | 4   | 4     | 4      | 12    |
| 11   | Polonia                       | 4   | 3     | 10     | 17    |
| 12   | Grecia                        | 4   | 3     | 4      | 11    |
| 13   | Turquía                       | 3   | 7     | 5      | 15    |
| 14   | Suecia                        | 3   | 5     | 4      | 12    |
| 15   | República Checa               | 3   | 3     | 3      | 9     |
| 16   | Irlanda                       | 3   | 3     | 1      | 7     |
| 17   | Chipre                        | 3   | 1     | 1      | 5     |
| 18   | Hungría                       | 2   | 8     | 1      | 11    |
| 19   | Suiza                         | 2   | 3     | 3      | 8     |
| 20   | Moldavia                      | 2   | 2     | 0      | 4     |
| 21   | Rumania                       | 2   | 1     | 5      | 8     |
| 22   | Serbia                        | 2   | 1     | 2      | 5     |
| --   | Atletas Neutrales Autorizados | 2   | 0     | 2      | 4     |
| 23   | Dinamarca                     | 2   | 0     | 1      | 3     |
| 24   | Bélgica                       | 1   | 4     | 2      | 7     |
| 25   | Bulgaria                      | 1   | 2     | 2      | 5     |
| 26   | Letonia                       | 1   | 2     | 1      | 4     |
| 27   | Croacia                       | 1   | 0     | 2      | 3     |
| 28   | Islandia                      | 1   | 0     | 1      | 2     |
| 29   | Eslovenia                     | 0   | 3     | 0      | 3     |
| 30   | Austria                       | 0   | 2     | 4      | 6     |
| 31   | Lituania                      | 0   | 1     | 1      | 2     |
| 32   | Israel                        | 0   | 1     | 0      | 1     |
| 33   | Portugal                      | 0   | 0     | 3      | 3     |
| 34   | Estonia                       | 0   | 0     | 2      | 2     |
| 34   | Eslovaquia                    | 0   | 0     | 2      | 2     |
| 36   | Azerbaiyán                    | 0   | 0     | 1      | 1     |

1. ↑  Las medallas ganadas por los atletas que compiten como Atletas Neutrales Autorizados no se incluyen en el medallero oficial.